# Sphenomorphus buettikoferi
Sphenomorphus buettikoferi este o specie de șopârle din genul Sphenomorphus, familia Scincidae, descrisă de Lidth De Jeude 1905. Conform Catalogue of Life specia Sphenomorphus buettikoferi nu are subspecii cunoscute.